# Plaza de las Tres Culturas

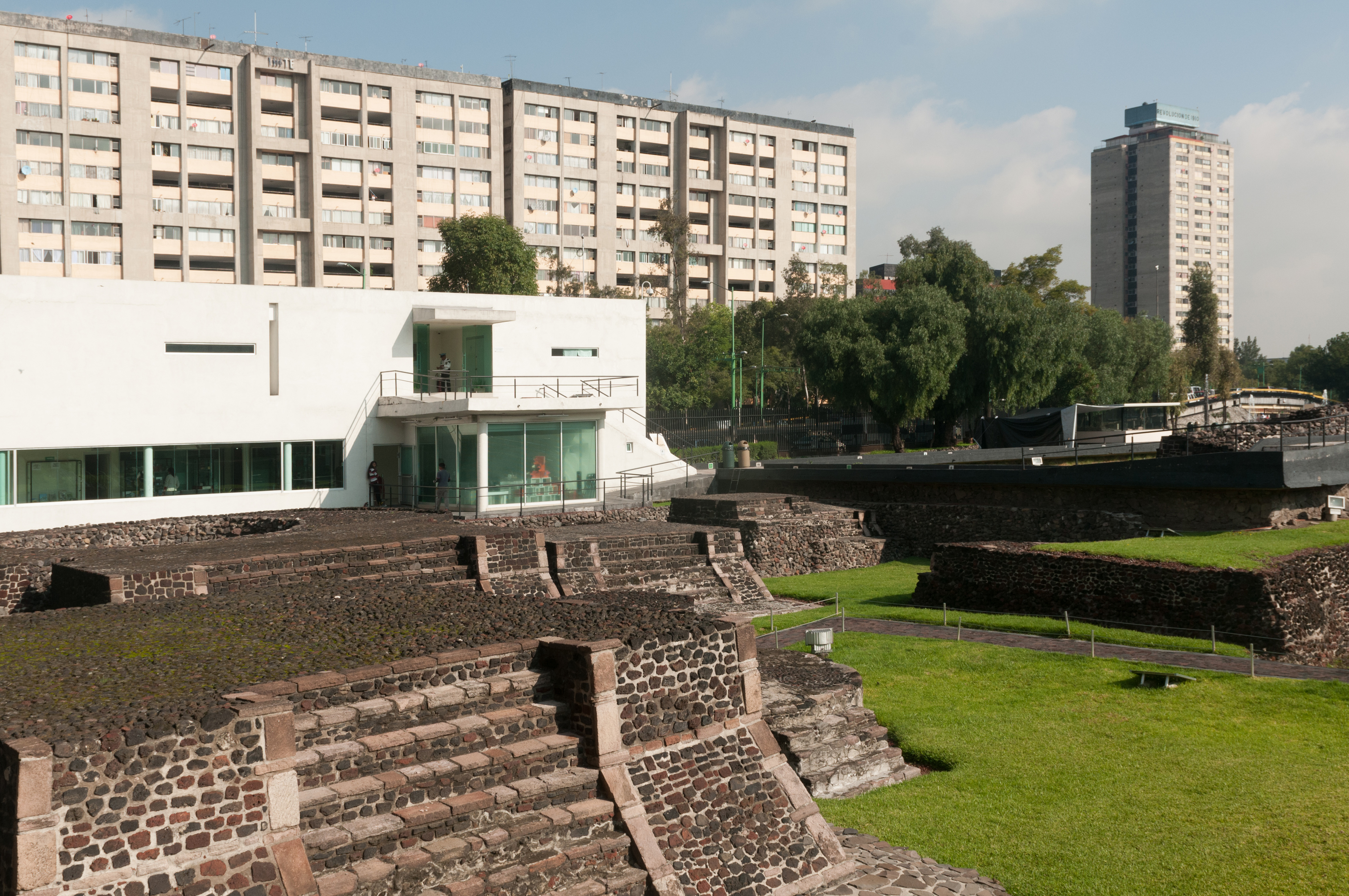
Plaza de las Tres Culturas

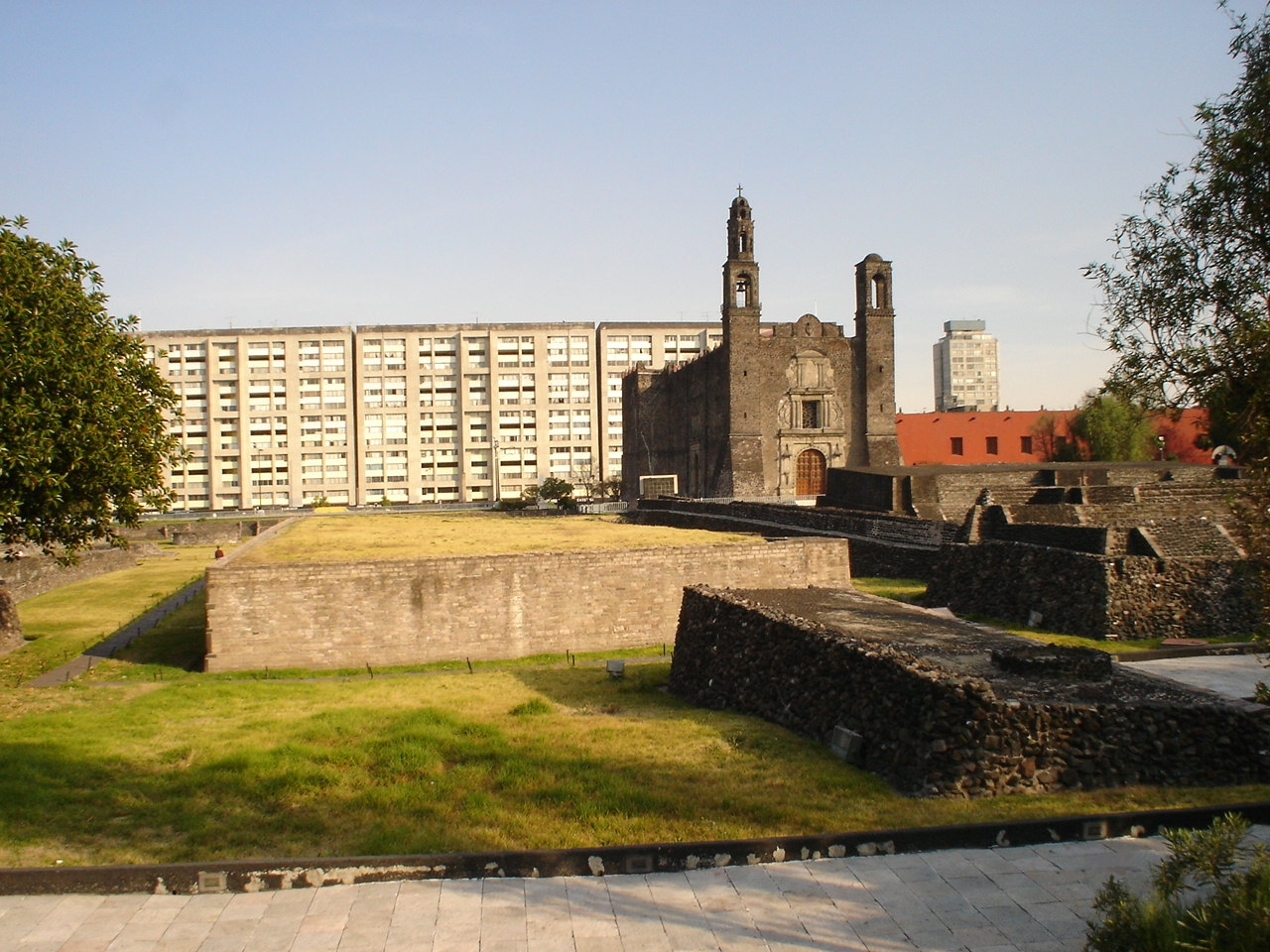
Attraktionen um die Plaza de las Tres Culturas

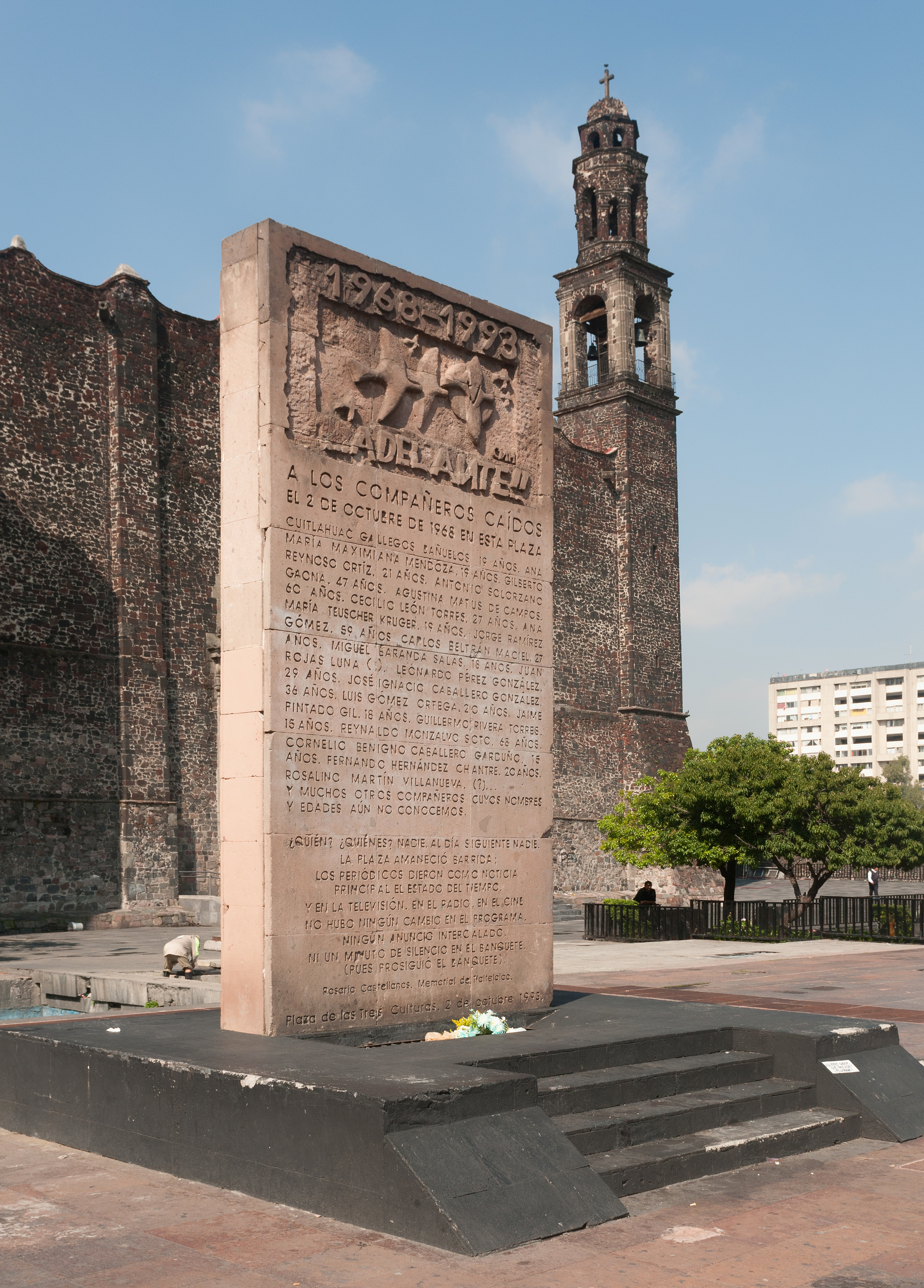
Gedenkstein von 1993 an der Plaza de las Tres Culturas mit einem Gedicht von Rosario Castellanos

Der Plaza de las Tres Culturas („Platz der Drei Kulturen“), auch Plaza de Tlatelolco („Platz von Tlatelolco“) genannt, befindet sich im Zentrum von Tlatelolco, einem Stadtteil von Mexiko-Stadt in der Delegación Cuauhtémoc. Seinen Namen verdankt der Platz dem Umstand, dass sich um ihn herum Bauwerke gruppieren, die unterschiedliche Epochen der mexikanischen Geschichte repräsentieren:
- Kultur von Tenochtitlan, aus der Zeit vor der Eroberung Mexikos durch die spanischen Konquistadoren; repräsentiert durch eine Reihe präkolumbischer Pyramiden und Ruinen, die aus der Blütezeit von Tlatelolco datieren. Zu dieser Zeit existierte in Tlatelolco ein bedeutender Markt, auf dem die Bewohner des Tals von Mexiko Waren aller Art aus ganz Mesoamerika handelten. Dies ist die Epoche der Ersten Kultur.
- Spanische Kultur, von der Zeit der spanischen Eroberung Mexikos bis zur mexikanischen Unabhängigkeit; repräsentiert durch ein Konvent und die katholische Kathedrale von Santiago im mexikanischen Kolonialstil. An diesem Ort wurde auf Betreiben der beiden spanischen Missionare Bernardino de Sahagún und Juan de Zumárraga das Colegio de Santa Cruz de Tlatelolco gegründet. Als Zeichen der vollständigen Unterwerfung pflegten die spanischen Konquistadoren ihre christlichen Kirchen exakt auf den Ruinen präkolumbischer Kultstätten zu errichten; dabei bedienten sie sich nicht nur indigener Arbeitskraft, sondern auch indigenen Baumaterials. Dies ist die Epoche der Zweiten Kultur.
- Moderne mexikanische Kultur, repräsentiert durch den Torre de Tlatelolco („Turm von Tlatelolco“), seit 2005 Sitz des mexikanischen Außenministeriums, sowie durch die unter dem Namen Unidad Habitacional Tlatelolco bekannte Wohngebäude, von denen mehrere von dem bekannten Architekten Mario Pani entworfen wurden. Dies ist die Epoche des kreolischen Synkretismus und stellt die Dritte Kultur dar.

Darüber hinaus war die Plaza de las Tres Culturas auch mehrmals Schauplatz weiterer bedeutender Ereignisse in der Geschichte Mexikos:
- Vor der Eroberung des Aztekenreiches durch die Spanier besuchte Hernán Cortés den Marktplatz von Tlatelolco. Einige Tage später, am 13. August 1521, sollte dieser Schauplatz der endgültigen Niederlage der Azteken werden, als deren letzter Herrscher Cuauhtémoc von Cortés vernichtend geschlagen wurde. Der Chronist Bernal Díaz del Castillo schildert, dass ein derartiges Blutbad angerichtet wurde, dass es nicht möglich war, einen Fuß vor den anderen zu setzen, da sich dort so viele Leichen stapelten. Schätzungen zufolge wurden in der Schlacht über 40.000 Indígenas getötet.
- Hier wurde 1967 der Vertrag von Tlatelolco unterzeichnet, mit dem sich Lateinamerika zur atomwaffenfreien Zone erklärte. Der Vertrag war in erster Linie das Werk des mexikanischen Diplomaten Alfonso García Robles, der dafür im Jahre 1982 mit dem Friedensnobelpreis geehrt wurde.
- Am 2. Oktober 1968, zehn Tage vor Eröffnung der Olympischen Spiele, kam es erneut zu einem Blutbad: Beim so genannten Massaker von Tlatelolco wurden Hunderte von Zivilisten, vor allem Studenten, auf Anordnung des damaligen Präsidenten Gustavo Díaz Ordaz und dem Innenminister Luis Echeverría Álvarez (beide gehörten der PRI an) durch Angehörige der Streitkräfte und der Polizei getötet. Das Ereignis, das bis vor kurzem von offizieller Seite immer bestritten worden war, wurde von mehreren mexikanischen Schriftstellern bearbeitet, u. a. von Carlos Monsiváis, Elena Poniatowska und dem Träger des Literaturnobelpreises, Octavio Paz. Auch Liedermacher (z. B. José de Molina) und Filmregisseure (z. B. Jorge Fons mit Rojo Amanecer) nahmen sich dieses Themas an.
- Im Jahre 1985 wurden mehrere Gebäude rund um die Plaza de las Tres Culturas bei einem Erdbeben schwer beschädigt, u. a. das Edificio Nuevo León der Unidad Habitacional.